# Deathsmiles
Deathsmiles (デススマイルズ) est un shoot 'em up à défilement horizontal développé par la société Cave, sortie en 2007. Ce jeu se différencie du genre par son style et ses influences gothiques. Il est le deuxième shoot them up à défilement horizontal de la société, après Progear.

## Versions du jeu

### Mega Black Label
C'est une édition limitée à 150 exemplaires du jeu. Sont ajoutés :
- un nouveau personnage jouable (Sakura).
- un niveau supplémentaire, Crystal Shrine.
- le niveau de difficulté 999 ou infernal.

### Xbox 360
Cave a annoncé le portage du jeu sur la console Xbox 360 sur le magazine Famitsu (semaine du 25 au 31 août 2008).
Les ajouts de cette version sont :
- Mode Xbox 360 : Mise à niveau des graphismes.
- Mode Ver 1.1 : Modifications des contrôles, plus adaptés à la manette de la Xbox 360[1].
- Ajustements de la luminosité, position de l'écran et du zoom.
- Contenus supplémentaires téléchargeables sur le Xbox Live, comme le mode Mega Black Label.

Le constructeur d'accessoires Hori a produit un joystick à l'effigie du jeu pour la Xbox 360.

## Système de jeu
Contrairement au système de vie sur les shoot them up classiques, le joueur a une quantité de points de vie donnés (3 par défaut). 1 point est perdu quand le joueur est touché par une balle ennemie, 1/2 point pour un autre type d'attaque ennemi ou pour une collision avec un ennemi. Le jeu se termine lorsque le joueur perd tous ses points de vie. Ces points de vie peuvent être restaurés par des items, et le nombre maximum de points de vie peut être augmenté quand le joueur atteint certains scores (par défaut, 20 et 45 millions de points).

## Accueil
- Edge 8/10[3]
- Eurogamer : 8/10[4]
- GamePro : 4/5[5]
- Game Revolution : B+[6]
- GameSpot : 8/10[7]
- GameZone : 8,5/10[8]